# Ives Roqueta
Ives Roqueta (Seta, 29 de febrer de 1936 - Lo Pont de Camarés, 4 de gener de 2015) fou un escriptor occità en llengua occitana. Des de molt aviat fou un dels animadors del moviment polític i cultural occità i fou molt infuent en l'Institut d'Estudis Occitans. Fundà la discografia Ventadorn, que permeté a la nova cançó occitana d'arrelar-se i conquerir un mercat.
Era el marit de Maria Roanet, escriptora i cantant occitana, i germà de Joan Roqueta, conegut com a Joan Larzac.
Políticament, tingué responsabilitats en el moviment autonomista Volèm Viure al País durant la fi dels anys 1970, després s'adherí durant poc temps al Partit Socialista francès el 1981, abans de deixar-lo.
Des dels anys 1980, la seva acció era més literària que política.

## Controvèrsia
La qualitat de la seva obra és discutida. Alguns pensen que és un dels pioners de la seva generació i un dels escriptors occitans més talentosos. En canvi, altres analistes opinen que el seu impacte ha estat força negatiu. En particular Robèrt Lafont pensa que és un escriptor de qualitat baixa. Robèrt Lafont i Felip Martèl demostren que la seva acció militant, caracteritzada per un "populisme" antiuniversitari, provocà la crisi de l'occitanisme durant la fi dels anys 1970 i els anys 1980. En particular tingué un paper en l'escissió de l'IEO el 1981, a l'assemblea general d'Orlhac, i en la partença dels universitaris d'aquest organisme.

## Obres

### Poesia
- L'escriveire public (1958)
- Lo mal de la tèrra (1958)
- Roèrgue, si (1968)
- Oda a Sant Afrodisi (1968)
- Lo castèl des cans (1977)
- Messa pels pòrcs (1970)
- Los negres, siam pas sols(1972)
- Lo fuòc es al cementiri (1974)
- Misericòrdia (1986)
- L'escritura publica o pas (1988), aplec de poesia escrita entre el 1972 i el 1987

## Narracions
- Lo poëta es una vaca (1967)
- La paciéncia (1968)
- Made in France (1970)
- Lo trabalh de las mans (1977)

## Assaigs
- Los carbonièrs de La Sala (1975)
- Las cronicas de Viure (1963-1974)